# 九顿天窗
九顿天窗，是一个地下伏流洞穴系统九顿天窗群的通称。位于中国广西壮族自治区都安县大兴乡九顿村九顿屯的澄江流域上游，是澄江国家湿地公园组成部分。
九顿天窗发育于下二叠统茅口组和栖霞组碳酸盐岩地层中，由四个斜井式天窗组成。它是澄江的主要源头之一，是都安已被发现的300多个地下河天窗群之一。在地面上看，它是一个水域面积仅三四百平方米的小水潭，但其已探明深度达277米，总深度在300米以上，被誉为中国水下的珠穆朗玛峰，这里是已探知的亚洲最深的可潜入洞穴。九顿天窗区域水质干净，呈蓝绿色，水温很低，水下海菜花等水草十分茂盛，极易缠住船桨或手脚。

## 地理特征
九顿天窗地处大兴乡九顿村九顿屯周边九顿坡立谷边缘一个山峰脚下，位于澄江流域上游，发育于下二叠统茅口组和栖霞组碳酸盐岩地层中。由四个天窗组成，均为斜井式天窗，口部略呈圆形，直径13.5-25.7米，天窗深大于35米（不含水深），水深大于100米。该天窗群平水、丰水期溢流量大，介于0.7-4立方米/秒，溢出并汇聚成九顿湖，湖面宽广，呈“两头大，中间细”长175米，宽23-108.5米，水深10-30米，雨季时洪水上涌并溢出，淹没整个谷地。

## 大事记
2013年澳洲湿骡探险队来到都安大兴寻找天窗底部，3月20日，他们用了6个小时的时间，探索九顿天窗，无意间打破了之前由世界冰潜女王米娅创下的纪录，游到203米深处，更在水下112米处，发现了联通九顿天窗南洞和北洞的一条地下河通道。当年3月23日，他们再次下潜到212米深处，刷新了中国洞穴潜水纪录。
2021年9月26日，潜水员宮紫薇与董杰在九顿天窗下到120米左右时没能出水。出事第七天晚，董杰的遗骸被打捞上岸。數日後宮紫薇遗骸亦被打捞上岸。
2023年4月，中國潛水家韩颋成功到達深度277米處，成為目前已知天窗最深處及亞洲潛水紀錄。同年9月，韩颋計畫再次挑戰天窗潛水深度及潛水深度世界紀錄，但在10月7日晚8点，韩颋在與團隊在進行準備作業時發生意外。當日韩颋計畫下潜至120米清整歷年潛水者遺留的繩索,其他5人在岸边接应。但至10月8日11时仍未上岸，其團隊于是电话报警。10月11日12时许，经水下机器人搜救，在水下百余米处发现了韩颋的身影，现场搜寻人员对将其打捞出水的方案进行了商议，10月25日18时33分，水下智能机器人将遗体打捞上岸，经确认为韩颋本人。